# Jorge da Câmara
Jorge da Câmara (ca.1619-1649) foi um célebre poeta portuense da primeira metade do século XVII, cuja ferina veia satírica lhe granjeou o sugestivo epíteto de Marcial Português.
Embora nunca tenha chegado a ver obra editada em vida, foi certamente uma referência importante no meio cultural da altura, merecendo a admiração de nomes tão proeminentes como Violante do Céu, Jacinto Freire de Andrade, Domingos Pereira Bracamonte ou D. Francisco Manuel de Melo, que por ele revela grande estima, nas Cartas Familiares, nas Musas Portuguesas ou ainda no Hospital das Letras.
Diogo Barbosa Machado atribui-lhe, na Biblioteca Lusitana, duas grandes obras manuscritas: Poesias Varias e Fabulas de Ovidio traduzidas em Outavas e Sylvas Castelhanas em estilo jocoso.
Parte significativa da sua obra foi reunida em edição crítica:
Elsa Pereira,...apesar dos Pedantes que me afeiam, porque os hei-de obrigar a que me leiam...: Opúsculo para Jorge da Câmara, Col. NEL-Studies, n.º 3, München, Martin Meidenbauer, 2007.